# Batalla de Bosworth Field
La batalla de Bosworth Field va ser la batalla que va sentenciar la Guerra de les Dues Roses, la guerra civil entre les cases de York i Lancaster pel tron anglès. Va tenir lloc el 22 d'agost de 1485, i va acabar amb la victòria dels Lancaster. El rei Ricard III d'Anglaterra de la casa de York va morir en la batalla, i el líder dels Lancaster Enric Tudor va ser proclamat rei d'Anglaterra i es convertí en el primer monarca de la casa de Tudor. Els historiadors consideren que la batalla va significar l'extinció de la dinastia Plantagenet i la fi de l'edat mitjana a Anglaterra.

## Antecedents
Durant el segle xv, Anglaterra va estar marcada per la guerra civil entre les cases de York i Lancaster per obtenir el tron anglès, en el conflicte que seria conegut com la Guerra de les Dues Roses. El 1471 Eduard de York va derrotar els Lancaster a les batalles de Barnet i Tewkesbury, i poc després moria el rei Lancaster Enric VI i el seu fill, deixant els Lancaster sense candidats al tron i amb Eduard fent-se coronar com a Eduard IV d'Anglaterra.
Els qui no es volgueren sotmetre al nou rei van ser declarats proscrits i les seves terres foren confiscades. Així, Jasper Tudor i el seu nebot Enric es van exiliar a França. La mare d'Enric, Margarida Beaufort, era descendent de Joan de Gant: oncle de Ricard II i pare d'Enric IV). Els Beaufort eren bastards que havien estat legitimats per Enric IV a canvi de renunciar als seus drets dinàstics, però ara Enric era l'únic membre de la facció Lancaster amb sang reial.
Eduard IV va morir l'abril de 1483, i el seu fill de dotze anys el va succeir com a Eduard V. Durant la seva minoria es va establir un Consell Reial per governar en nom seu, que aviat va quedar immers en les lluites pel poder protagonitzades per la família Woodville, a la qual pertanyia la mare d'Eduard. Per posar fi a la manipulació que els Woodville feien del jove monarca, el consell va demanar al germà d'Eduard IV, Ricard de Gloucester, que assumís el càrrec de protector d'Eduard V i el seu germà.
Ricard va fer executar els Woodville per traïció. Més tard va fer executar el líder del consell acusant-lo d'haver conspirat amb ells, i al cap de nou dies va convèncer el Parlament que el matrimoni del seu germà Eduard IV amb Elisabet Woodville havia estat il·legal, convertint els seus nebots en bastards sense drets dinàstics. Així, Ricard va aconseguir fer-se coronar rei com a Ricard III, i argumentat motius de seguretat va tancar Eduard V i el seu germà a la Torre de Londres. Els dos joves prínceps no van ser vistos en públic mai més i molts anglesos es van convèncer que Ricard havia fet executar els seus nebots.
El descontentament amb Ricard a Anglaterra va augmentar, i mentrestant Margarida Beaufort feia propaganda a favor del seu fill. Una conspiració contra Ricard encapçalada pel duc de Buckingham va ser desemmascarada, i els líders foren executats.
El Nadal de 1483 Enric Tudor va declarar la seva intenció de deposar Ricard III i casar-se amb la filla d'Eduard IV, Elisabet de York, per unir les cases de York i Lancaster. El març de 1485 la dona de Ricard, Anna Neville, va morir. La reina era molt estimada pel poble, i s'escamparen rumors que Ricard l'havia fet assassinar per poder casar-se amb la seva neboda Elisabet. Aprofitant el clima de malestar general contra Ricard, Enric va salpar de França amb 2.000 homes el primer d'agost d'aquell mateix any.

## Desenvolupament tàctic
Enric va creuar el Canal de la Mànega sense problemes i el 7 d'agost va desembarcar a la ciutat gal·lesa d'Aberdaugleddau. Alguns nobles locals van desertar a favor seu degut als orígens gal·lesos de la família Tudor.
Informat de l'arribada d'Enric, Ricard va començar a reclutar el seu exèrcit. Mentrestant Enric no es va dirigir a Londres, sinó que va evitar l'enfrontament movent-se a través d'Anglaterra i intentant atreure homes a la seva causa. Tot i que el seu exèrcit havia augmentat considerablement des del desembarcament, encara no era prou gran per enfrontar-se a Ricard. Enric havia intercanviat correspondència amb els poderosos germans Stanley, i s'hi va reunir en secret dues vegades. La nit del 21 d'agost l'exèrcit d'Enric va aixecar al campament a Whit Moors.
El 20 d'agost Ricard va rebre els reforços comandats pel Duc de Norfolk, i l'endemà s'hi va unir el Comte de Northumberland. L'exèrcit reial va decidir interceptar les forces d'Enric al sud de la vila de Sutton Cheney i va acampar al turó d'Ambion Hill. Segons la Crònica Croyland, Ricard no va dormir bé aquella nit i al matí el seu rostre era "pàl·lid i fantasmagòric".
Els germans Stanley van establir el seu campament a les faldes d'un turó al nord de Dadlington, sense definir encara per quin dels dos bàndols tenien intenció de lluitar.

### Moviments inicials

Moviments inicials: els tres comandants de l'exèrcit York (Blanc) defensen el turó de l'atac dels Lancaster (vermell). Els germans Stanley (blau) es queden a l'expectativa als seus campaments).

L'exèrcit dels York, d'uns 10.000 homes, es va posicionar al turó d'Ambion Hill amb la intenció d'aprofitar aquella posició estratègica. El seu conseller i vassall més fidel, Norfolk, defensaria el flanc dret amb els seus llancers, protegint un canó i 1.200 arquers. Al centre de la defensa el comandava el rei Ricard, amb 3.000 soldats d'infanteria, i finalment Northumberland protegia el flanc esquerre amb 4.000 homes, molts d'ells a cavall.
L'exèrcit d'Enric estava format per uns 5.000 homes, dels quals menys d'un miler eren anglesos: entre tres i cinc-cents eren exiliats que havien fugit amb ell, i la resta s'hi havien unit des de la seva arribada a Anglaterra. El gruix de les seves forces eren mercenaris francesos i els gal·lesos que s'hi havien unit. Conscient de la seva inexperiència militar, Enric va cedir el comandament del seu exèrcit a Joan de Vere, comte d'Oxford i veterà general dels Lancaster. Enric es va retirar a la rereguarda amb els seus guardaespatlles.
Tots dos bàndols van exigir als germans Stanley que declaressin la seva lleialtat i es posessin a les seves ordres, però tant Sir William Stanley com el baró Thomas Stanley van mantenir la seva ambigüitat i es van quedar a l'expectativa.
Davant de la inferioritat numèrica i la gran línia que havia disposat Ricard, el comte d'Oxford va decidir no dividir l'exèrcit i mantenir els seus homes en un únic grup flanquejat per soldats muntats a les ales. Amb aquesta formació va travessar els aiguamolls i van assaltar el turó pel flanc dret.
Superant les baixes causades pel canó i els arquers, els Lancaster van arribar fins als homes de Norfolk, demostrant superioritat en el combat cos a cos. Veient la situació de desavantatge, Ricard va ordenar a Northumberland que es desplacés a donar suport a Norfolk, però les seves ordres van ser ignorades. Certs historiadors, com Horrox i Pugh, creuen que Northumberland va decidir no socórrer el seu rei deliberadament. Altres, com Ross, suggereixen que l'escarpat relleu del turó i la posició dels exèrcits l'hi hauria impedit unir-se a la batalla.

### Càrregues de cavalleria

Càrregues de Ricard III i William Stanley.

En aquest punt, Enric Tudor va cavalcar en direcció als Stanleys. En veure-ho, Ricard va decidir acabar la batalla matant al comandant enemic, i va liderar una càrrega de 800 homes a cavall contra el grup d'Enric. Ricard va arribar a matar el porta-estendard d'Enric, i va fer caure del cavall al reconegut cavaller John Cheyne, però els guardaespatlles d'Enric van aconseguir fer un cercle al voltant del pretendent Tudor i el van poder defensar de la càrrega.
En veure que Ricard es trobava immers en la batalla, William Stanley finalment va prendre partit i va atacar Ricard per la rereguarda. Envoltat d'enemics i superat en nombre, el grup de Ricard només va poder resistir el desenllaç inevitable. Ricard va perdre el cavall i es va veure obligat a seguir lluitant a peu. Tots els cronistes afirmen que Ricard va lluitar amb valentia fins al final, renunciant a fugir. El Duc de Norfolk va caure, i finalment Ricard també va morir convertint-se en l'últim rei anglès a morir en batalla.
Un cop s'estengueren les notícies de la mort de Ricard, l'exèrcit dels York es va desbandar. Sense haver entrat en batalla, Northumberland va fugir amb tots els seus homes cap al nord, i Norfolk va morir en rebre una fletxa al rostre, després que la protecció facial del seu casc s'hagués malmès en la batalla. Segons l'historiador Polydore Vergil les baixes dels Lancaster foren tan sols de cent homes, per 1.000 morts per part dels York.

## Desenllaç

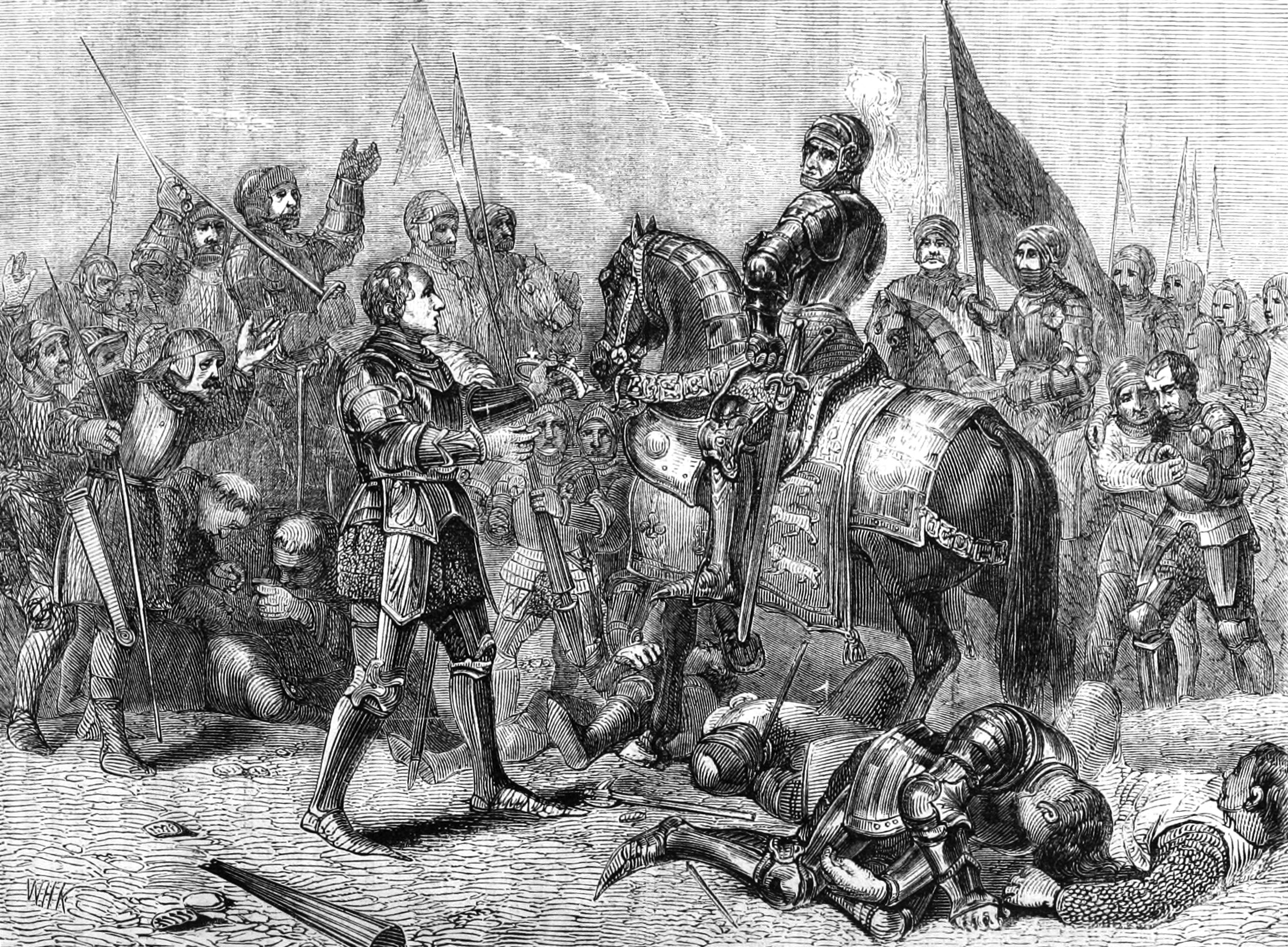
Gravat representant Lord Stanley entregant la corona de Ricard III a Enric Tudor.

Després de la batalla, la corona que duia Ricard va ser lliurada a Enric, que es feu coronar rei sobre un turó proper a Stoke Golding. Segons Vergil, va ser Lord Stanley qui va trobar la corona i qui la va lliurar al rei.
Els cossos dels caiguts es van portar a l'església de Sant Jaume, a Dadlington, on foren enterrats. Enric, a canvi, va ordenar que el cos de Ricard fos despullat i lligat sobre un cavall. Després d'exhibir-lo públicament dos dies a Leicester, va ser enterrat en una tomba sense identificar.
Enric va llicenciar els mercenaris del seu exèrcit i va convèncer el Parlament de declarar Ricard III un usurpador i anul·lar els seus edictes. Va quedar revocada la declaració dels fills d'Eduard IV com a il·legítims, i així Elisabet de York recuperà el rang de princesa reial. El posterior matrimoni entre Elisabet de York, l'hereva de la nissaga dels York, amb l'hereu dels Lancaster va unificar les dues cases i inicià la dinastia Tudor.
Enric també va aconseguir que el Parlament datés l'inici del seu regnat el dia abans de Bosworth Field, convertint en traïdors al regne els qui havien lluitat contra ell a la batalla. El Comte de Northumberland, que no hi havia participat, va estar pres un temps breu i poc després li foren restituïts tots els seus títols i enviat a pacificar el nord en nom d'Enric.